# Robert Watts (Künstler)
Robert Watts (* 14. Juni 1923 in Burlington, Iowa; † 2. September 1988 in Bangor, Pennsylvania) war ein amerikanischer Künstler und Bildhauer.

## Biografie
Nach einem Studium der Ingenieurwissenschaften von 1941 bis 1944 wandte sich Watts der Kunst zu und studierte von 1946 bis 1948 an der Art Students League und 1951 an der Columbia University in New York.
Nach Abschluss seines Studiums hatte er mehrere Professorenstellen als Professor für Film und Mixed Media inne, unter anderem an der Rutgers University in New Brunswick (New Jersey).
Seine frühen Werke der 1940er Jahre sind geprägt vom Abstrakten Expressionismus und Kubismus. Ab 1958 experimentierte er mit neuen Formen von Kunst, wie Fluxus-Aktionen oder gemeinsam mit Allan Kaprow Aktionen der Kinetischen Kunst und der Environment-Kultur. Auch interessierte er sich für Formen der Happening-Kunst sowie der Mixed-Media und allgemein Formen elektronischer und akustischer Kunst.
Im Jahr 1972 war Robert Watts Teilnehmer der Documenta 5 in Kassel in der Abteilung Individuelle Mythologien.